# 다카스촌 (후쿠이현)
다카스촌(鷹巣村)은 후쿠이현 사카이군에 설치되었던 촌이다. 현재의 후쿠이시 북서부에 해당한다.